# Pilocrocis cryptalis
Pilocrocis cryptalis là một loài bướm đêm trong họ Crambidae.